# Liste der Biografien/Dela
Liste der Biografien |
Portal Biografien |
Personensuche
# |
A |
B |
C |
D |
E |
F |
G |
H |
I |
J |
K |
L |
M |
N |
O |
P |
Q |
R |
S |
T |
U |
V |
W |
X |
Y |
Z |
?
 
Da |
Db |
Dc |
Dd |
De |
Dg |
Dh |
Di |
Dj |
Dk |
Dl |
Dm |
Dn |
Do |
Dq |
Dr |
Ds |
Du |
Dv |
Dw |
Dy |
Dz
 
De A |
De B |
De C |
De D |
De E |
De F |
De G |
De H |
De J |
De K |
De L |
De M |
De N |
De P |
De Q |
De R |
De S |
De T |
De V |
De W |
De Y |
De Z 

Dea |
Deb |
Dec |
Ded |
Dee |
Def |
Deg |
Deh |
Dei |
Dej |
Dek |
Del |
Dem |
Den |
Deo |
Dep |
Deq |
Der |
Des |
Det |
Deu |
Dev |
Dew |
Dex |
Dey |
Dez
 
Dela |
Delb |
Delc |
Deld |
Dele |
Delf |
Delg |
Delh |
Deli |
Delj |
Delk |
Dell |
Delm |
Deln |
Delo |
Delp |
Delr |
Dels |
Delt |
Delu |
Delv |
Delw |
Dely |
Delz
Die Liste der Biografien führt alle Personen auf, die in der deutschsprachigen Wikipedia einen Artikel haben. Dieses ist eine Teilliste mit 343 Einträgen von Personen, deren Namen mit den Buchstaben „Dela“ beginnt.

## Dela
- Dela Cruz, Maria Charizze Ina (* 1993), US-amerikanisch-philippinische Fußballspielerin
- Dela Vega, Fernando (1970–2023), deutscher Fernsehdarsteller
- Dela, Maurice (1919–1978), kanadischer Komponist, Organist und Pianist

### Delab
- Delabarre, Edmund Burke (1863–1945), US-amerikanischer Psychologe und Hochschullehrer
- Delabarre, Laurianne (* 1987), französische Volleyballspielerin
- Delabarre, Marcel (1892–1943), französischer Autorennfahrer
- Delabastita, Dirk (* 1960), belgischer Sprachwissenschaftler
- Delaborde, Élie (1839–1913), französischer Pianist, Komponist und Musikpädagoge
- Delaborde, Henri, französischer Fechter
- Delaborde, Henri (1811–1899), französischer Kunsthistoriker und Maler
- Delaborde, Henri François (1764–1833), französischer General
- Delaborde, Jean-Baptiste (1730–1777), französischer Theologe und Erfinder
- Delaborde, Léon, französischer Radrennfahrer
- Delabre, Amélie (* 2000), französische Fußballspielerin
- Delabrière, Yann (* 1950), französischer Manager
- Delaby, Raymond (1891–1958), französischer Chemiker

### Delac
- Delac, Charles (1879–1965), algerischstämmiger, französischer Filmfirmenmanager und Filmproduzent
- Delač, Matej (* 1992), kroatischer Fußballtorhüter
- Delacampagne, Christian (1949–2007), französischer Philosoph und Hochschullehrer
- Delacauw, Féli (* 2002), belgische Fußballspielerin
- Delachaux, Léon (1850–1919), französischer Maler, auch in der Schweiz und in den Vereinigten Staaten tätig
- Delachaux, Patrick (1966–2024), Schweizer Polizist und Schriftsteller
- Delachaux, Théodore (1879–1949), Schweizer Lehrer, Maler, Zeichner, Pädagoge, Kurator und Ethnologe
- Delacher, Helene (1904–1943), österreichische Zeugin Jehovas und ein Opfer der NS-Kriegsjustiz
- Delacombe, Rohan (1906–1991), britischer Generalmajor, Gouverneur von Victoria
- Delacôte, Jacques (* 1942), französischer Dirigent
- Delacour, Jean Théodore (1890–1985), US-amerikanischer Ornithologe
- Delacour, Vincent (1808–1840), französischer Komponist
- Delacour, Yves (1930–2014), französischer Ruderer
- Delacourt, Grégoire (* 1960), französischer Publizist, Schriftsteller, Filmregisseur und DrehbuchautorGrégoire Delacourt (* 1960)

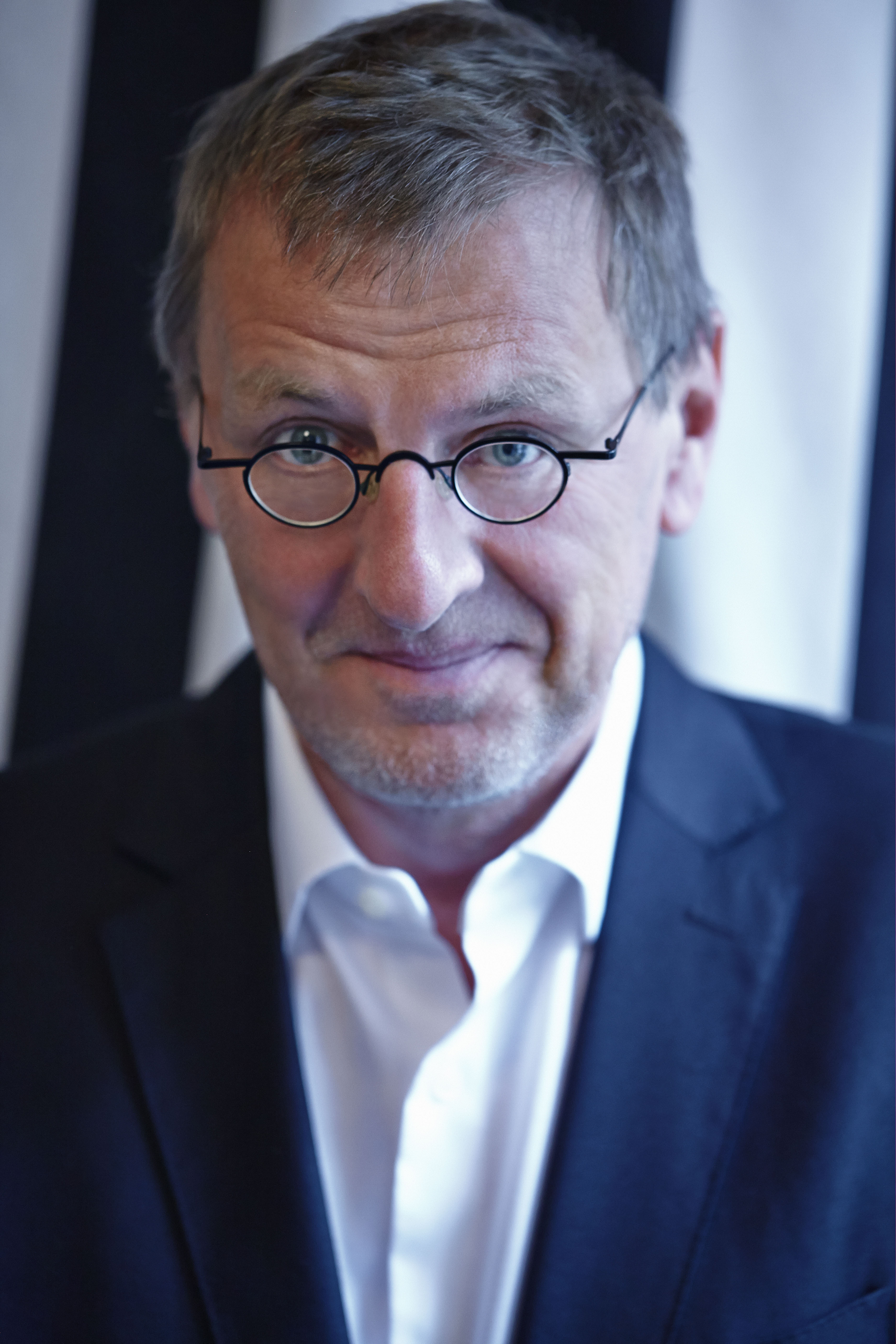
Grégoire Delacourt (* 1960)

- Delacourt-Smith, George, Baron Delacourt-Smith (1917–1972), britischer Politiker, Mitglied des House of Commons
- Delacourt-Smith, Margaret, Baroness Delacourt-Smith of Alteryn (1916–2010), britische Politikerin
- Delacroix, Alphonse (1807–1878), französischer Architekt und Archäologe
- Delacroix, Auguste (1809–1868), französischer Genre- sowie Landschafts- und Marinemaler
- Delacroix, Augusto, uruguayischer Fußballspieler
- Delacroix, Blanche Zélia Joséphine (1883–1948), Mätresse und später Ehefrau des belgischen Königs Leopold II.
- Delacroix, Eugène (1798–1863), französischer MalerEugène Delacroix (1798–1863)

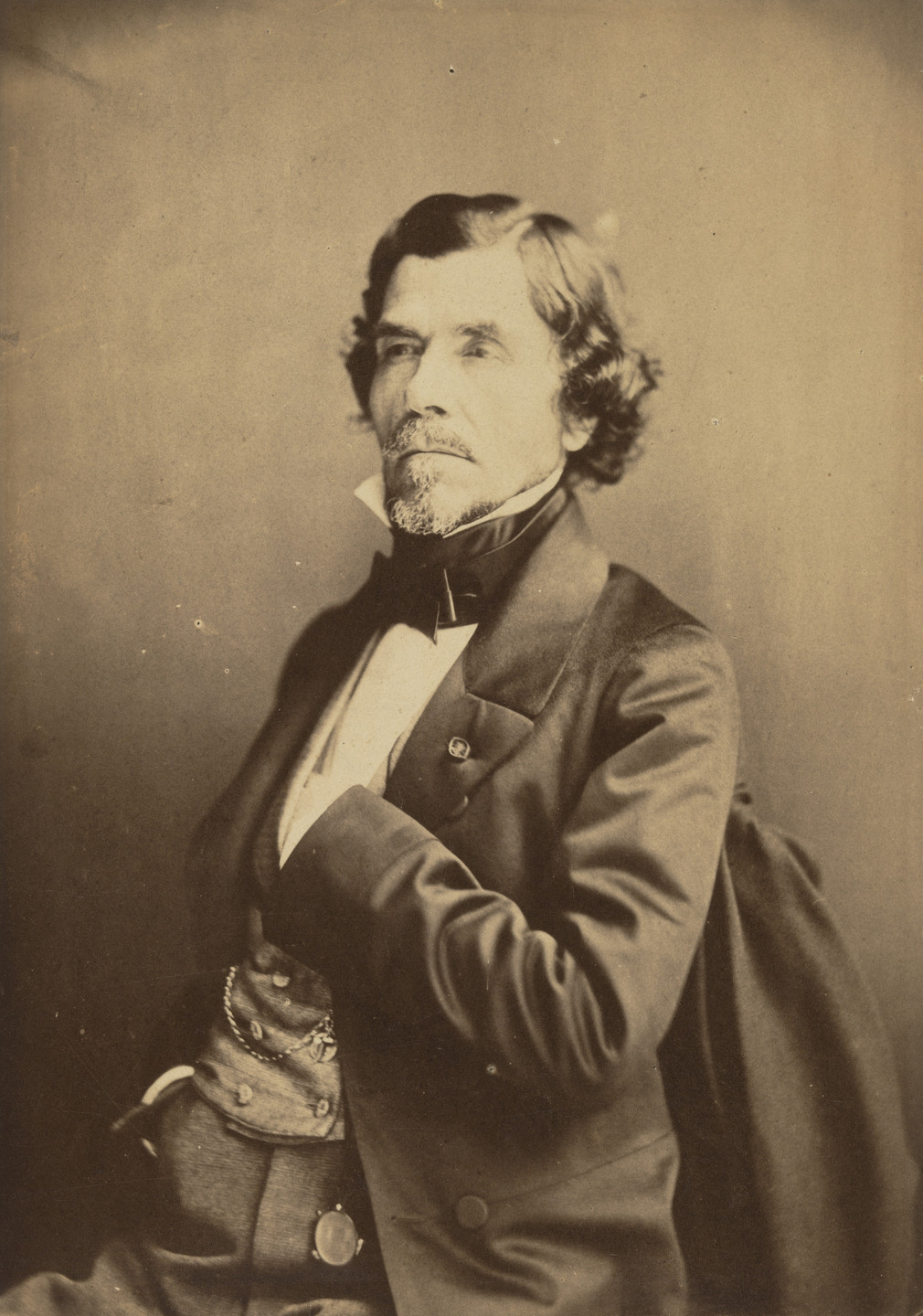
Eugène Delacroix (1798–1863)

- Delacroix, Henri-Eugène (1845–1930), französischer Maler
- Delacroix, Jean-François (1753–1794), französischer Politiker während der Französischen Revolution
- Delacroix, Joris (* 1987), französischer Musiker
- Delacroix, Léon (1867–1929), belgischer Jurist und Politiker
- Delacroix, Michel (* 1933), französischer Maler
- Delacroix, Niklas (* 1953), deutscher Maler, Autor und Journalist
- Delacroix, René (1900–1976), französischer Filmregisseur
- Delacroix, Tristan (* 1994), französischer Radrennfahrer
- DeLacy, Phillip Howard (1913–2006), US-amerikanischer Gräzist und Medizinhistoriker

### Delad
- Deladerrière, Léon (1927–2013), französischer Fußballspieler
- Deladonchamps, Pierre (* 1978), französischer SchauspielerPierre Deladonchamps (* 1978)

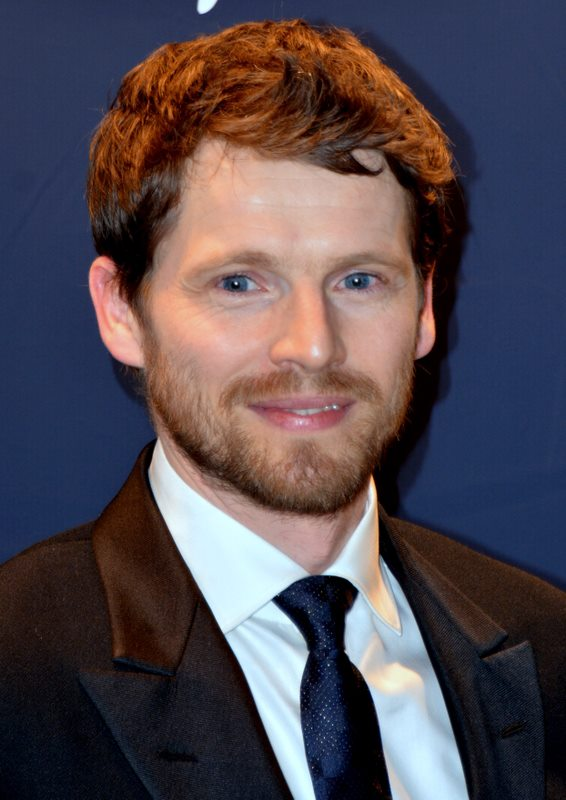
Pierre Deladonchamps (* 1978)

### Delae
- Delaender, Arthur (1890–1966), belgischer Kugelstoßer, Diskus- und Speerwerfer
- Delaere, Achille (1868–1939), belgisch-kanadischer römisch-katholischer Geistlicher
- Delaere, Léon Théobald (1898–1983), belgischer Ordensgeistlicher, römisch-katholischer Bischof von Molegbe

### Delaf
- Delafield, E. M. (1890–1943), britische Schriftstellerin
- Delafield, Richard (1798–1873), US-amerikanischer Militäringenieur
- Delaflor, Manuel (* 1941), mexikanischer Pianist und Komponist
- Delafontaine, Marc (1838–1911), Schweizer Chemiker
- Delaforgue, Franz (1887–1965), deutscher Maler
- Delafosse, Gabriel (1796–1878), französischer Mineraloge und Kristallograph
- Delafosse, Maurice (1870–1926), französischer Ethnograph, Orientalist und Kolonialbeamter
- Delafosse, Michaël (* 1977), französischer Politiker

### Delag
- Deląg, Paweł (* 1970), polnischer Schauspieler
- DeLaGarza, A. J. (* 1987), US-amerikanisch-guamischer Fußballspieler
- Delagaye, Georges (1937–2012), belgischer Jazzmusiker
- Delage, Émile, französischer Radrennfahrer
- Delâge, Louis (1874–1947), französischer Automobilpionier
- Delage, Maurice (1879–1961), französischer Komponist und Pianist
- Delage, Mickaël (* 1985), französischer Radrennfahrer
- Delage, Yves Marie (1854–1920), französischer Zoologe
- Delageneste, Roger (1929–2017), französischer Autorennfahrer
- Delagnes, Roger (1902–1976), französischer Politiker
- Delago, Giovanni (1903–1987), italienischer Skilangläufer
- Delago, Hermann (1875–1962), österreichischer Alpinist und Führerautor
- Delago, Karla (* 1965), italienische Skirennläuferin
- Delago, Manu (* 1984), österreichischer Musiker und KomponistManu Delago (* 1984)

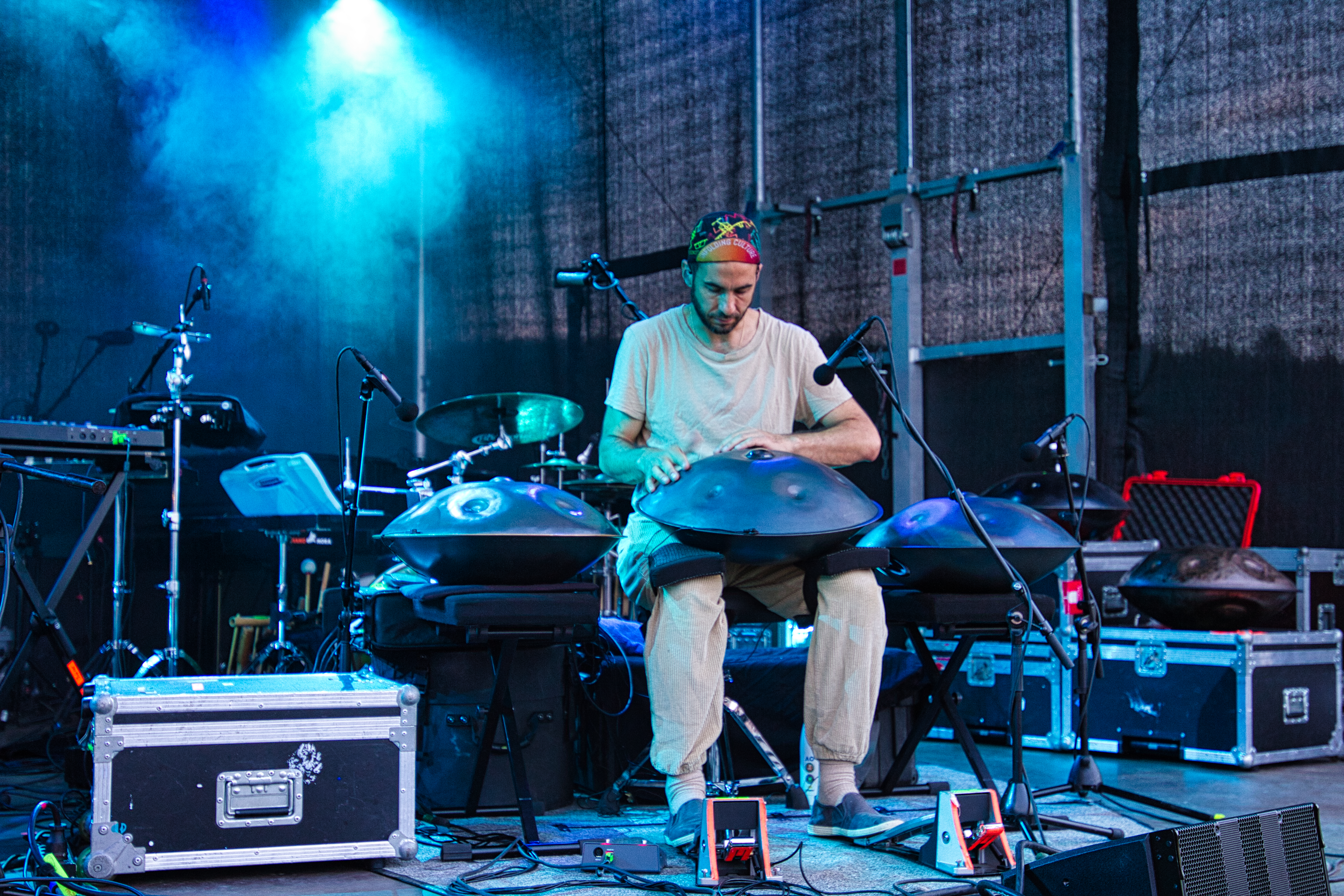
Manu Delago (* 1984)

- Delago, Maria (1902–1979), italienische Bildhauerin, Keramikerin und Radiererin (Südtirol)
- Delago, Nadia (* 1997), italienische Skirennläuferin
- Delago, Nicol (* 1996), italienische Skirennläuferin
- Delago, Oskar (* 1963), italienischer Skirennläufer
- Delagrange, Léon (1872–1910), französischer Bildhauer, Luftfahrtpionier

### Delah
- Delahante Matienzo, Susana Pilar (* 1984), kubanische Künstlerin
- Delahante, Gustave (1816–1905), französischer Unternehmer
- Delahanty, Ed (1867–1903), US-amerikanischer Baseballspieler
- Delahanty, Frank (1882–1966), US-amerikanischer Baseballspieler
- Delahanty, Jim (1879–1953), US-amerikanischer Baseballspieler
- Delahanty, Joe (1875–1936), US-amerikanischer Baseballspieler
- Delahanty, Tom (1872–1951), US-amerikanischer Baseballspieler
- Delahaye, Angélique (* 1963), französische Politikerin (UMP), MdEP
- Delahaye, Émile (1843–1905), französischer Unternehmer, Automobilpionier und Gründer der Automarke Delahaye
- Delahaye, Guillaume Nicolas (1724–1802), französischer Kupferstecher, Graveur und Geograph des Königs
- Delahaye, Jacques-Charles (1928–2010), französischer Bildhauer
- Delahaye, Jacquotte, Piratin oder Bukanierin
- Delahaye, Jean-Paul (* 1952), französischer Mathematiker und Informatiker
- Delahaye, Luc (* 1962), französischer Fotograf, ehemaliges Mitglied der Fotoagentur Magnum Photos
- Delahey, Charlie (1905–1973), kanadischer Eishockeyspieler
- Delahoussaye, Ryan (* 1976), US-amerikanischer Musiker
- Delahunt, Bill (1941–2024), US-amerikanischer Politiker

### Delai
- Delai, Andrea, italienischer Baumeister
- Delai, Melania (* 2002), italienische Tennisspielerin
- Delai, Pietro († 1695), italienischer Baumeister
- Delai, Torika, fidschianische Fußballschiedsrichterin
- Delaigue, Victor Constantin (1878–1968), französischer Bildhauer
- Delaine, Thomas (* 1992), französischer Fußballspieler
- Delair, Etienne Denis († 1750), französischer Theorbespieler und Musiktheoretiker
- Delair, Paul (1842–1894), französischer Poet, Dramatiker und Romancier
- Delair, Suzy (1917–2020), französische Schauspielerin
- Delaire, Pierre (1919–1985), französischer Schriftsteller
- Delaissé, Léon Marie Joseph (1914–1972), belgischer Kunsthistoriker
- Delait, Clémentine (1865–1939), französische Barbetreiberin, „Frau mit Bart“Clémentine Delait (1865–1939)

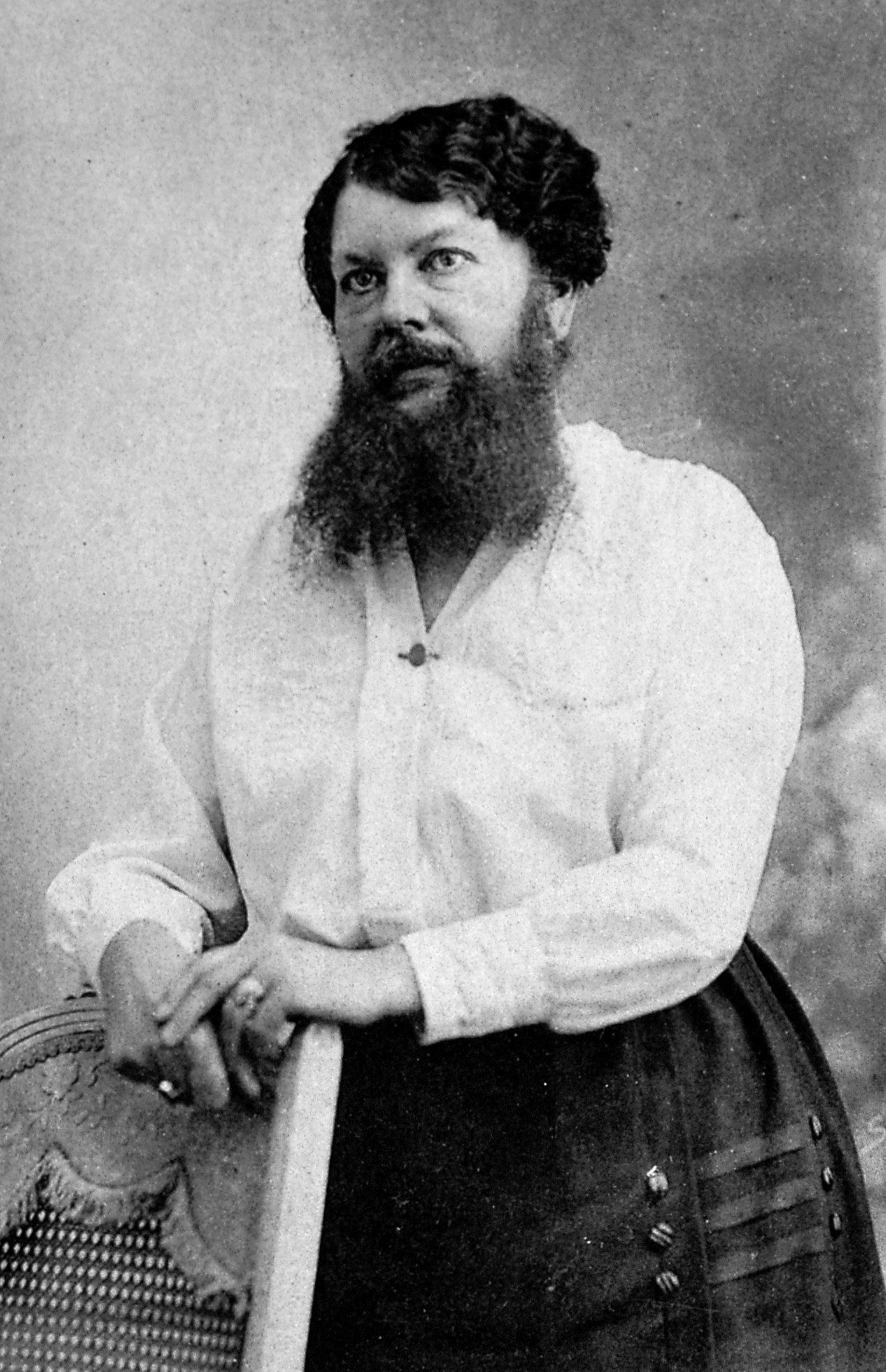
Clémentine Delait (1865–1939)

- Delaitre, Antoine-Charles-Bernard (1776–1838), französischer Divisionsgeneral der Kavallerie
- Delaître, Olivier (* 1967), französischer Tennisspieler

### Delaj
- Delajod, Willy (* 1992), französischer FußballschiedsrichterWilly Delajod (* 1992)

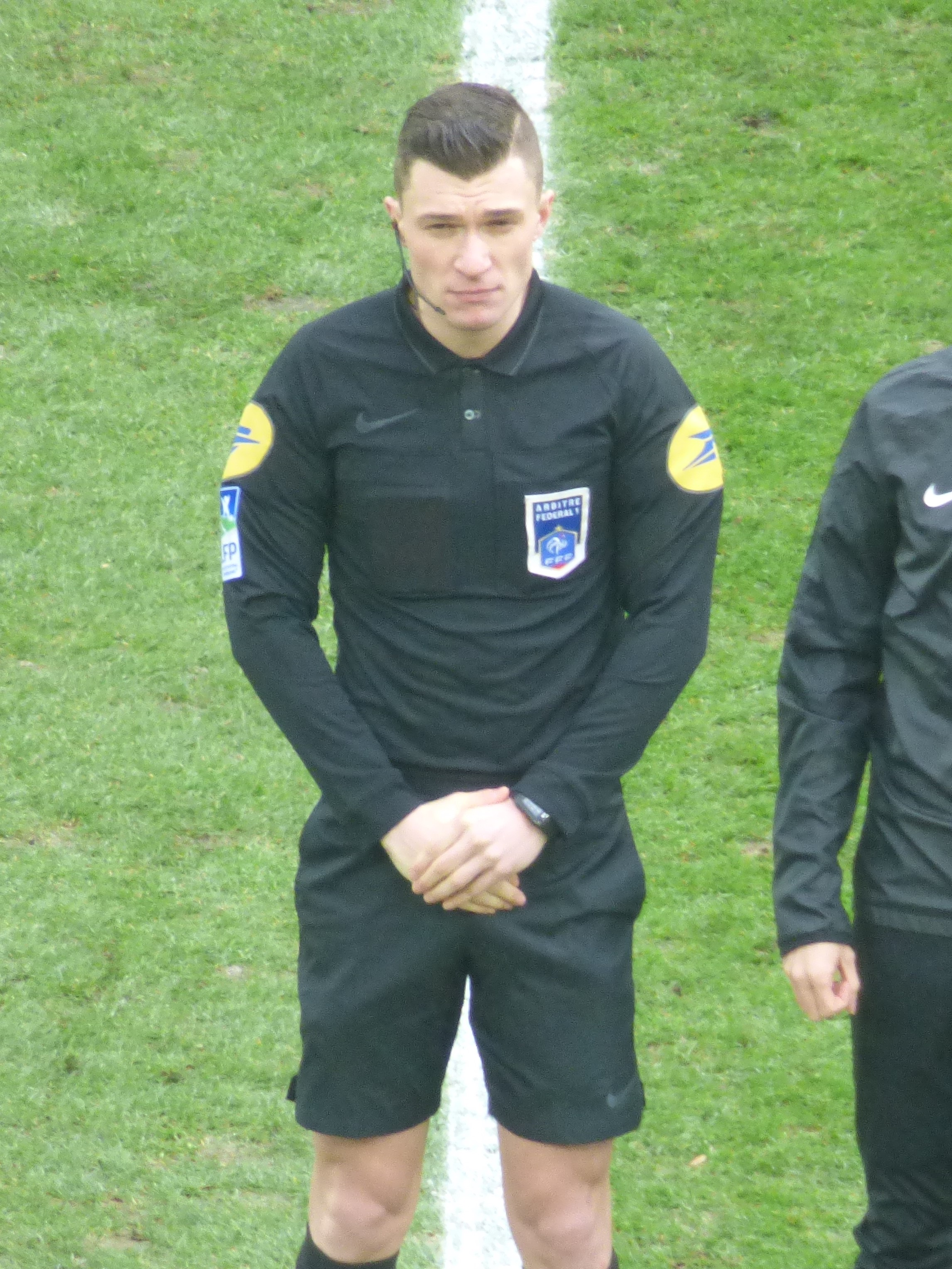
Willy Delajod (* 1992)

### Delal
- Delalain, Alexandre (1748–1814), französischer General der Kavallerie
- Delalande, Arnaud (* 1972), französischer Drehbuch- und Romanautor
- Delalande, Gaston (1874–1960), französischer Autorennfahrer
- Delalande, Michel-Richard (1657–1726), französischer Violinist und Komponist
- Delalande, Pierre Antoine (1787–1823), französischer Naturforscher, Entdecker und Maler
- Delalay, Édouard (* 1936), Schweizer Politiker (CVP)
- Delalle, Henri (1869–1949), französischer römisch-katholischer Ordensgeistlicher und Apostolischer Vikar von Natal
- Delalot, Charles François Louis (1772–1842), französischer Politiker

### Delam
- Delamain, Jacques (1874–1953), französischer Ornithologe, Vogelschützer und Verlagsunternehmer
- Delamain, Richard († 1644), englischer Ingenieur, Erfinder und Autor
- Delamair, Pierre Alexis (1676–1745), französischer Barock-Architekt
- Delamare, Delphine (1822–1848), französische Frau, Inspirationsquelle für 'Madame Bovary'
- Delamare, Lise (1913–2006), französische Schauspielerin
- Delamare, Louis (1921–1981), französischer Diplomat
- Delamare, Rosine (1911–2013), französische Kostümbildnerin
- Delamarre, Jules (1867–1909), französischer Epigraphiker
- DeLamarter, Eric (1880–1953), US-amerikanischer Organist und Komponist
- Delambre, Jean-Baptiste Joseph (1749–1822), französischer Astronom
- Delamétherie, Jean-Claude (1743–1817), französischer Naturwissenschaftler
- DeLamielleure, Joe (* 1951), US-amerikanischer American-Football-Spieler
- Delamonce, Ferdinand (1678–1753), französischer Architekt, Maler und Zeichner
- Delamont, Gordon (1918–1981), kanadischer Komponist, Trompeter und Musikpädagoge
- Delamontagne, Laurent (* 1965), französischer Fußballspieler
- Delamotte, Philip Henry (1821–1889), britischer Fotograf, Illustrator und Maler
- Delamuraz, Jean-Pascal (1936–1998), Schweizer Politiker (FDP)Jean-Pascal Delamuraz (1936–1998)

Jean-Pascal Delamuraz (1936–1998)

### Delan
- Delana, Iliesa (* 1984), fidschianischer Hochspringer
- Delance, Paul-Louis (1848–1924), französischer Maler und Kunstpädagoge
- DeLancey, George (* 1988), US-amerikanischer Jazzmusiker
- Deland, Margaret (1857–1945), US-amerikanische Schriftstellerin
- Delander, Curt (* 1950), deutscher Travestiekünstler
- Delander, Lois (1911–1985), US-amerikanische Schönheitskönigin, Miss America (1927)
- Delaney, Anne (* 1958), US-amerikanische Komponistin, Sängerin und Songwriter
- Delaney, Ashley (* 1986), australischer Schwimmer
- Delaney, Damien (* 1981), irischer Fußballspieler
- Delaney, Delwayne (* 1982), Leichtathlet aus St. Kitts und Nevis
- Delaney, Eric (1924–2011), britischer Jazzmusiker
- Delaney, Frank (1942–2017), irischer Journalist und Buchautor
- Delaney, Jack (1900–1948), US-amerikanischer Boxer im Halbschwergewicht und sowohl universeller als auch NYSAC-Weltmeister
- Delaney, Jack (1930–1975), US-amerikanischer Jazzposaunist (auch Gesang, Trompete) des Dixieland
- Delaney, Jake (* 1997), australischer Tennisspieler
- Delaney, James J. (1901–1987), US-amerikanischer Jurist und Politiker
- Delaney, Jim (1921–2012), US-amerikanischer Kugelstoßer
- Delaney, Joe (* 1972), irischer Snookerspieler
- Delaney, John Adrian (* 1956), US-amerikanischer Politiker, Bürgermeister von Jacksonville (1995–2003)
- Delaney, John J. (1878–1948), US-amerikanischer Politiker (Demokratische Partei)
- Delaney, John K. (* 1963), US-amerikanischer Politiker
- Delaney, Joseph (1945–2022), britischer Autor von Fantasy-Büchern
- Delaney, Joseph H. (1932–1999), US-amerikanischer Jurist und Science-Fiction-Autor
- Delaney, Joseph Patrick (1934–2005), US-amerikanischer Geistlicher, Bischof von Fort Worth
- Delaney, Kim (* 1961), US-amerikanische Schauspielerin
- Delaney, Malcolm (* 1989), US-amerikanischer Basketballspieler
- Delaney, Marjorie, kanadische Badmintonspielerin
- Delaney, Mark (* 1976), walisischer Fußballspieler
- Delaney, Matthew B. J., amerikanischer Schriftsteller und Mitglied des New York City Police Departments
- Delaney, Michael Joseph, kanadischer Schauspieler
- Delaney, Mike (* 1947), britischer Sprinter
- Delaney, MJ, britische Regisseurin
- Delaney, Pádraic (* 1977), irischer Schauspieler
- Delaney, Rachel (* 1997), irische Cricketspielerin
- Delaney, Rob (* 1977), US-amerikanisch-britischer Schauspieler, Synchronsprecher, Komiker und DrehbuchautorRob Delaney (* 1977)

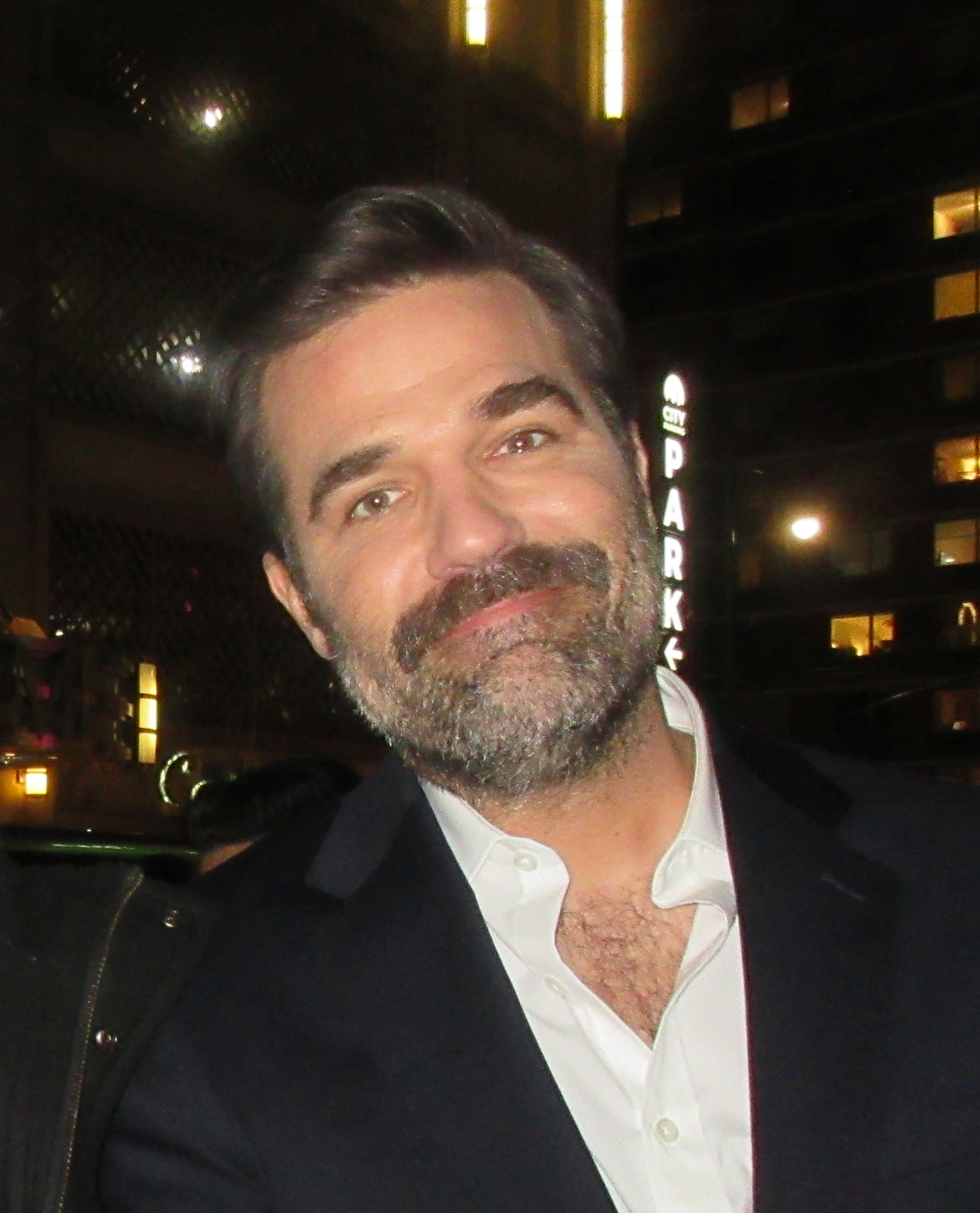
Rob Delaney (* 1977)

- Delaney, Robert Mills (1903–1956), US-amerikanischer Komponist und Musikpädagoge
- Delaney, Sean (1945–2003), US-amerikanischer Musiker, Produzent, Roadmanager und Musikautor
- Delaney, Shelagh (1938–2011), britische Schriftstellerin
- Delaney, Thomas (* 1991), dänischer Fußballspieler
- Delaney, Tom (1889–1963), US-amerikanischer Blues-Musiker
- Delang, Richard (* 1906), deutscher Parteifunktionär (NSDAP)
- DeLange, Eddie (1904–1949), US-amerikanischer Songwriter und Musiker
- Delange, Herman-François (1715–1781), Komponist und Violinist der Vorklassik
- Delange, Hubert (1913–2003), französischer Mathematiker
- DeLange, Ilse (* 1977), niederländische SängerinIlse DeLange (* 1977)

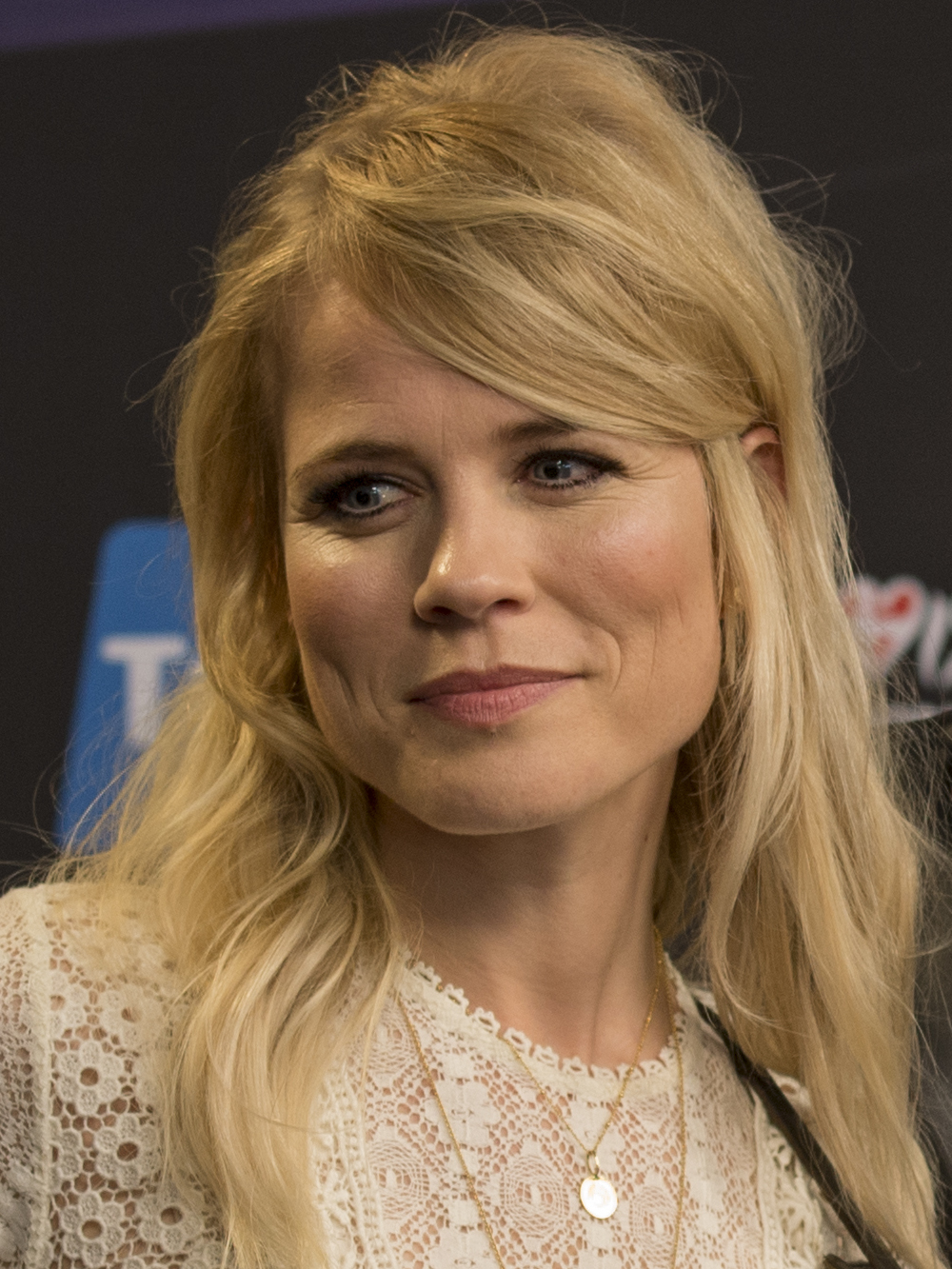
Ilse DeLange (* 1977)

- Delanghe, Florimond (1861–1895), belgischer Soldat und Kolonialadministrator
- Delanghe, Maxime (* 2001), belgischer Fußballtorhüter
- Delangle, Claude (* 1957), französischer klassischer Saxophonist und Hochschullehrer
- Delangle, Claude Alphonse (1797–1869), französischer Politiker
- Delanne, René (1914–1995), nigrischer Gewerkschafter und Politiker
- Delannoit, Cyrille (1926–1998), belgischer Boxer
- Delannoy, Albert (1881–1944), französischer Leichtathlet
- Delannoy, Aristide (1874–1911), französischer Karikaturist
- Delannoy, Jacques (1912–1958), französischer Fußballspieler
- Delannoy, Jean (1908–2008), französischer Filmregisseur und Drehbuchautor
- Delannoy, Louis (1902–1968), belgischer Radrennfahrer
- Delannoy, Marcel (1898–1962), französischer Komponist
- Delannoy, Mireille, französische Moderatorin
- Delannoy, Pascal (* 1957), französischer römisch-katholischer Geistlicher, Erzbischof von Straßburg
- Delannoy, Sabrina (* 1986), französische Fußballspielerin
- Delannoy, Victor (1825–1887), französischer Komponist, Violinist und Musikpädagoge
- Délano Frederick, Jorge (1895–1980), chilenischer Maler, Karikaturist, Regisseur und Drehbuchautor
- Delano, Adore (* 1989), US-amerikanische Dragqueen, Singer-SongwriterAdore Delano (* 1989)

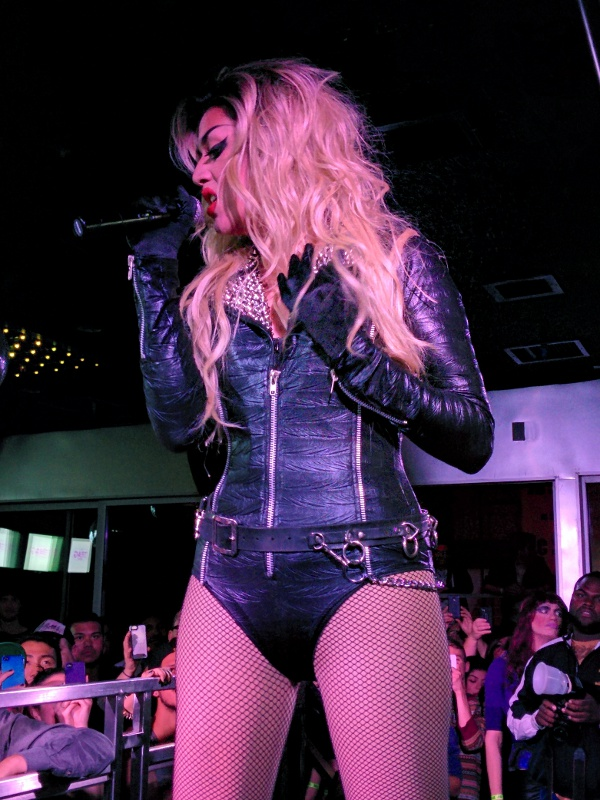
Adore Delano (* 1989)

- Delano, Charles (1820–1883), US-amerikanischer Politiker
- Delano, Columbus (1809–1896), US-amerikanischer Politiker
- Delano, Diane (1957–2024), US-amerikanische Schauspielerin
- Delano, Frederic Adrian (1863–1953), US-amerikanischer Manager und Offizier
- Delano, Jack (1914–1997), amerikanischer Fotograf und Komponist
- Delano, Nikki (* 1986), US-amerikanische Pornodarstellerin
- Delano, Peter (* 1976), US-amerikanischer Jazzpianist und Komponist
- Delano, Roger (1898–1966), französischer Autorennfahrer
- DeLano, Warren Lyford (1972–2009), US-amerikanischer Bioinformatiker
- Delanoë, Bertrand (* 1950), französischer Politiker, Bürgermeister von Paris
- Delanoë, Pierre (1918–2006), französischer Chansontexter
- Delanoue, Jeanne (1666–1736), französische Ordensgründerin, katholische Heilige
- Del’Antonio, Eberhardt (1926–1997), deutscher Ingenieur und Science-Fiction-Schriftsteller
- Delanty, Gerard (* 1960), irisch-britischer Soziologe und emeritierter Professor der University of Sussex
- Delany, Bessie (1891–1995), amerikanische Autorin und Bürgerrechtlerin
- Delany, Dana (* 1956), US-amerikanische SchauspielerinDana Delany (* 1956)

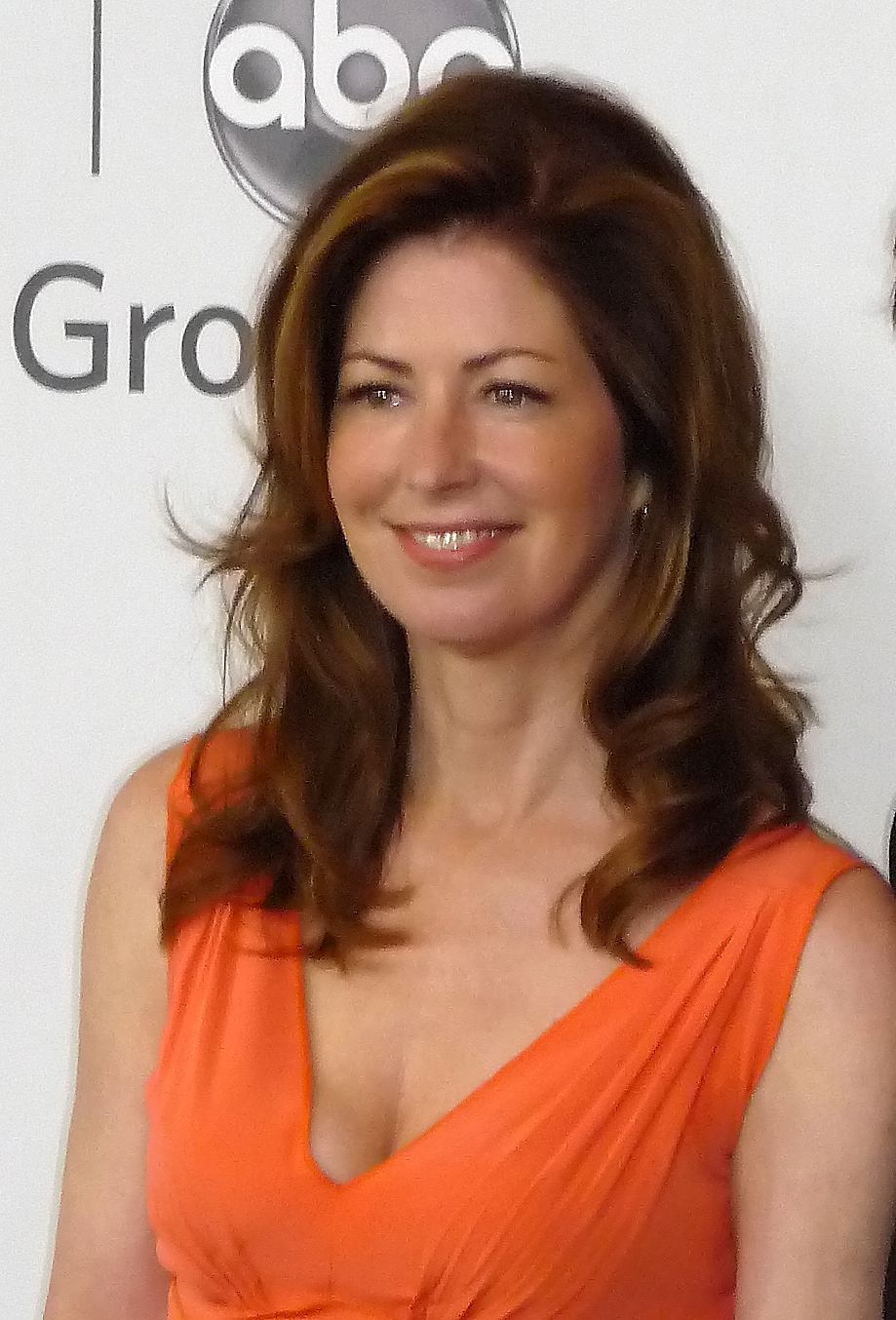
Dana Delany (* 1956)

- Delany, Gareth (* 1997), englischer Cricketspieler
- Delany, John Bernard (1864–1906), US-amerikanischer Geistlicher, römisch-katholischer Bischof von Manchester
- Delany, Laura (* 1992), irische Cricketspielerin
- Delany, Mary (1700–1788), englische Malerin, Gartenkünstlerin und Briefschreiberin
- Delany, Michael James (1928–2013), britischer Zoologe und Ökologe
- Delany, Michael William (* 1965), australischer Schwimmer
- Delany, Patrick Bernard (1845–1924), irisch-Amerikanischer Elektroingenieur und Erfinder
- Delany, Ron (* 1935), irischer Mittelstreckenläufer und Olympiasieger
- Delany, Sadie (1889–1999), amerikanische Autorin und Bürgerrechtlerin
- Delany, Samuel R. (* 1942), amerikanischer Science-Fiction-Schriftsteller

### Delap
- Delap, Liam (* 2003), englisch-irischer Fußballspieler
- Delap, Maude (1866–1953), irische autodidaktische Meeresbiologin
- Delap, Patrick (1932–1987), irischer Arzt und Politiker
- Delap, Rory (* 1976), irischer FußballspielerRory Delap (* 1976)

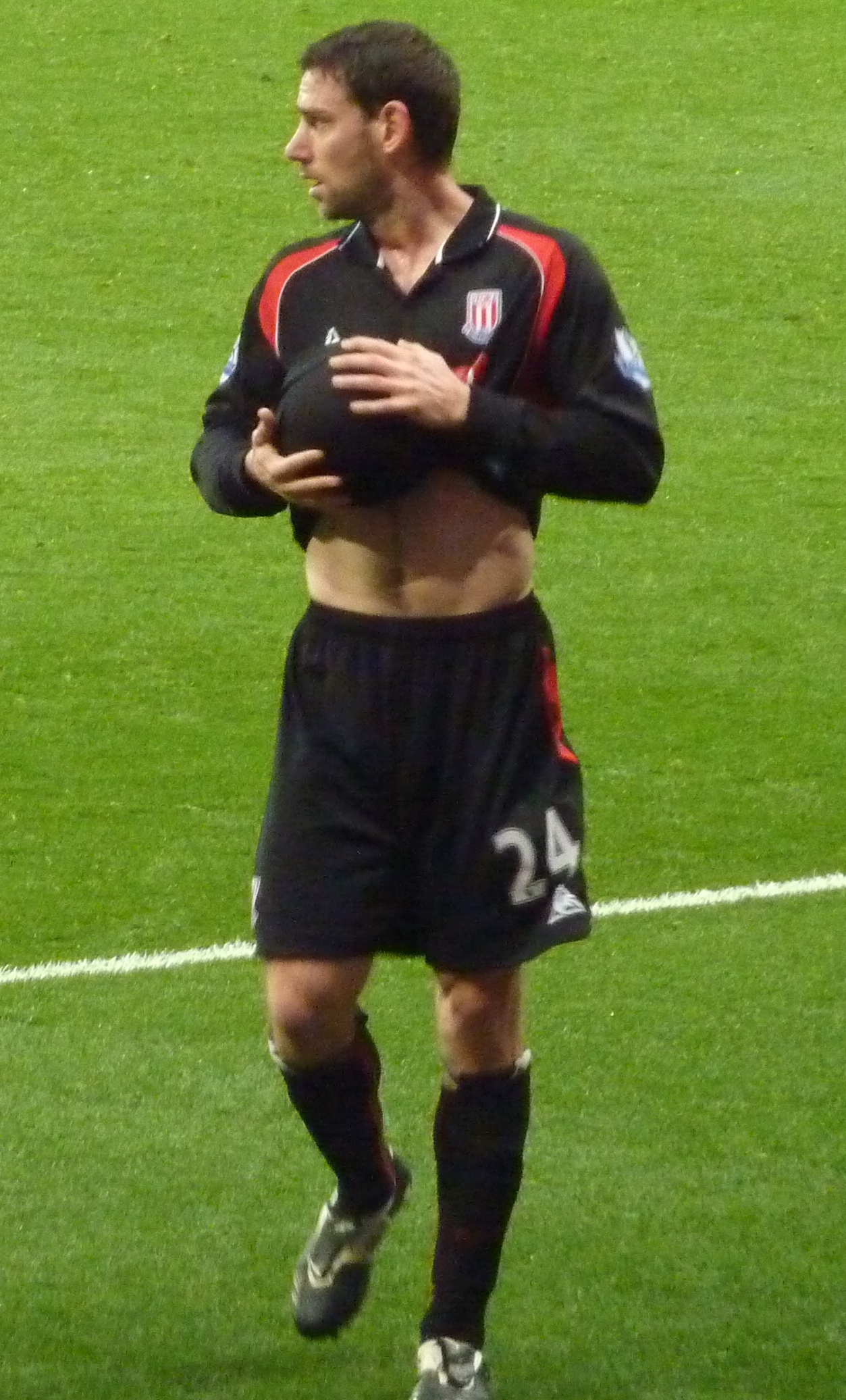
Rory Delap (* 1976)

- Delapeine, Charles-Samuel (1826–1894), Schweizer Landschaftsmaler
- Delapenha, Lindy (1927–2017), jamaikanischer Fußballspieler
- Delaplace, Anthony (* 1989), französischer Straßenradrennfahrer
- Delaplace, Jonathan (* 1986), französischer Fußballspieler
- Delaplaine, Isaac C. (1817–1866), US-amerikanischer Jurist und Politiker
- Delaplanche, Eugène (1836–1891), französischer Bildhauer
- Delaplane, Gaston (1882–1977), französischer Ruderer und Bahnradsportler
- Delaporte, Alix (* 1969), französische Filmregisseurin und Drehbuchautorin
- Delaporte, Charles (1880–1949), französischer Ruderer
- Delaporte, Jean, Offizier und Diplomat in schwedischen Diensten
- Delaporte, Louis (1842–1925), französischer Forscher
- Delaporte, Marie (1838–1910), französische Theaterschauspielerin
- Delaporte, Michel (1806–1872), französischer Bühnendichter
- Delaporte, Philip (1867–1928), US-amerikanischer protestantischer Missionar

### Delaq
- Delaquerrière, José (1886–1978), französisch-kanadischer Operettensänger (Tenor), Komponist und Gesangspädagoge
- Delaquis, Ernst (1878–1951), Schweizer Rechtswissenschaftler und Hochschullehrer
- Delaquis, Noël (* 1934), kanadischer Ordenspriester, römisch-katholischer Theologe und Titularbischof von Gravelbourg
- Delaquis, Philip (* 1974), Schweizer Film- und Theaterproduzent

### Delar
- Delara (* 1997), norwegisch-iranische SängerinDelara (* 1997)

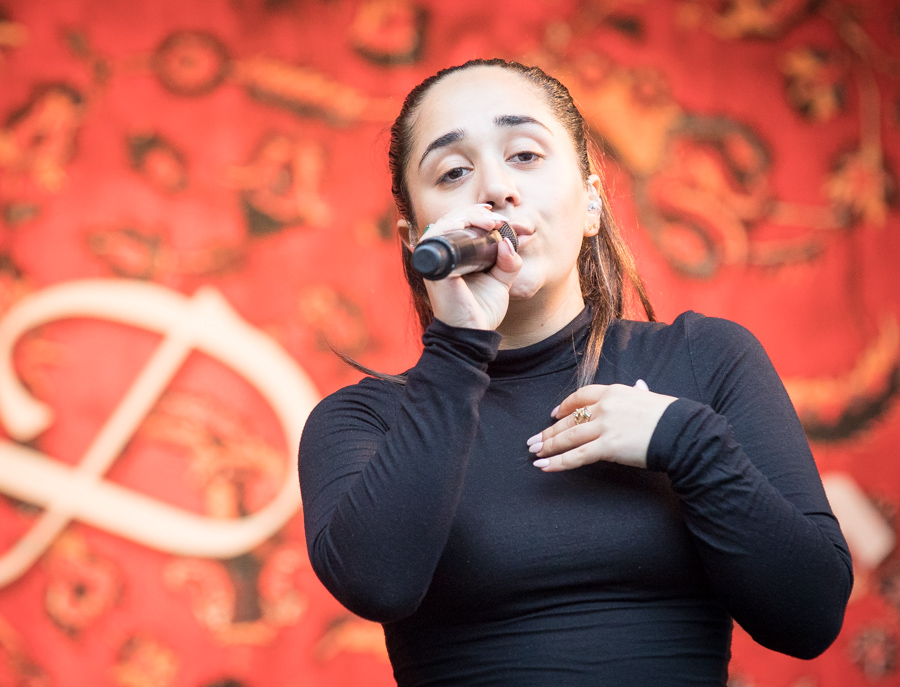
Delara (* 1997)

- Delarageaz, Louis-Henri (1807–1891), Schweizer Politiker, Landvermesser und Oberst
- Delarbre, Christian (* 1964), französischer römisch-katholischer Geistlicher, Erzbischof von Aix
- Delarbre, Marie (* 1994), deutsche Eishockeyspielerin
- Delarge, Dzon (* 1990), kongolesischer Fußballspieler
- Delarge, Fernand (1903–1960), belgischer Boxer
- Delarge, Jean (1906–1977), belgischer Boxer im Weltergewicht
- Delargey, Reginald John (1914–1979), neuseeländischer römisch-katholischer Geistlicher, Erzbischof von Wellington und Kardinal
- DeLaria, Lea (* 1958), US-amerikanische Komödiantin, Jazzmusikerin und SchauspielerinLea DeLaria (* 1958)

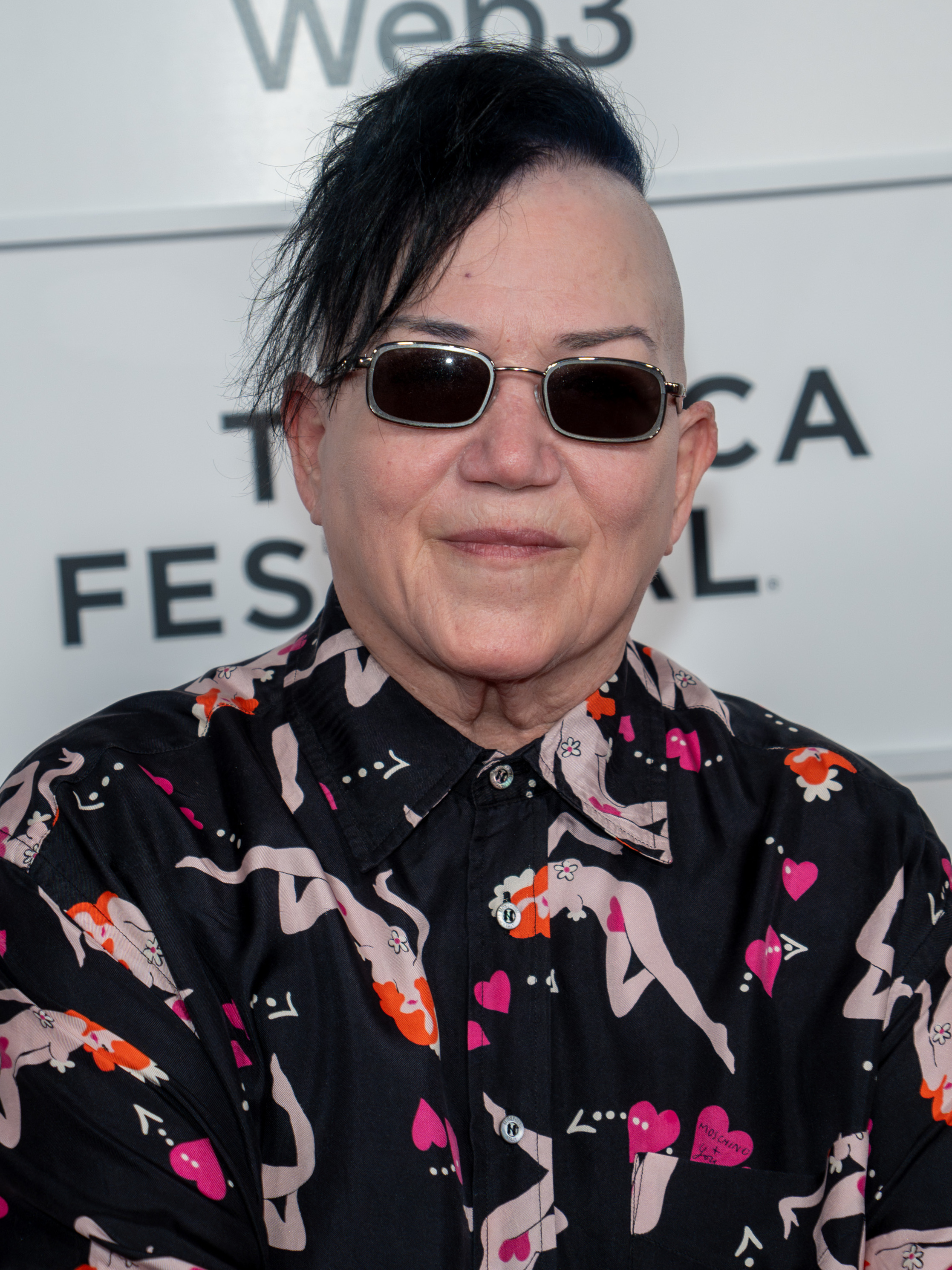
Lea DeLaria (* 1958)

- Delarios, Carlos, US-amerikanischer Toningenieur und Tontechniker
- Delarive, Mathieu (* 1975), französischer Schauspieler
- Delarme, Julie (* 1978), französische Schauspielerin
- Delaroche, Alphonsine (1778–1852), Aktivistin, Ehefrau von André Marie Constant Duméril
- Delaroche, Christine (* 1944), französische Sängerin und Schauspielerin
- Delaroche, Daniel (1743–1812), Schweizer Arzt und Botaniker
- Delaroche, François Étienne (1781–1813), französischer Arzt und Naturforscher
- Delaroche, Georges (1902–1968), französischer Autorennfahrer
- Delaroche, Paul (1797–1856), französischer Maler
- Delarof, Efstratios (1744–1808), griechisch-russischer Kapitän und Forschungsreisender
- DeLaRosa, Yvonne (* 1978), US-amerikanische Schauspielerin und Filmschaffende
- Delarue, Claude (1944–2011), Schweizer Romancier, Dramatiker und Essayist
- Delarue, Jacques (1914–1982), französischer Geistlicher und der erste römisch-katholische Bischof von Nanterre
- Delarue, Jacques (1919–2014), französischer Polizist und Historiker
- Delarue-Mardrus, Lucie (1874–1945), französische Dichterin, Romanautorin, Journalistin, Historikerin, Bildhauerin und Zeichnerin
- DeLarverie, Stormé (1920–2014), US-amerikanische Künstlerin und LGBT-Aktivistin
- Delarze, Barnabé (* 1994), Schweizer Ruderer

### Delas
- Delas, Daniel (1937–2021), französischer Linguist und Literaturwissenschaftler
- Delasalle, Angèle (1867–1939), französische Malerin und Radiererin
- Delasaux, Laurence (* 1985), englischer Squashspieler
- Delastik, Anja, deutsche Journalistin

### Delat
- Delate, Brian (* 1949), US-amerikanischer Schauspieler
- Delatour, Lionel (* 1951), haïtianischer Diplomat und Wirtschaftsfunktionär
- Delâtre, Auguste (1822–1907), französischer Kupferstecher, Illustrator und Kunstdrucker
- Delâtre, Eugène (1864–1938), französischer Grafiker, Maler, Aquarellist und Kunstdrucker
- Delatte, Armand (1886–1964), belgischer Klassischer Philologe
- Delatte, Rémi (* 1956), französischer Politiker, Mitglied der Nationalversammlung
- Delattre, Achille (1879–1964), belgischer Politiker (POB)
- Delattre, Adolphe (1805–1854), französischer Ornithologe
- Delattre, Augustin-Henri (1801–1876), französischer Tiermaler und Porträtkünstler
- Delattre, Charles (* 1972), französischer Gräzist
- Delattre, François (* 1963), französischer DiplomatFrançois Delattre (* 1963)

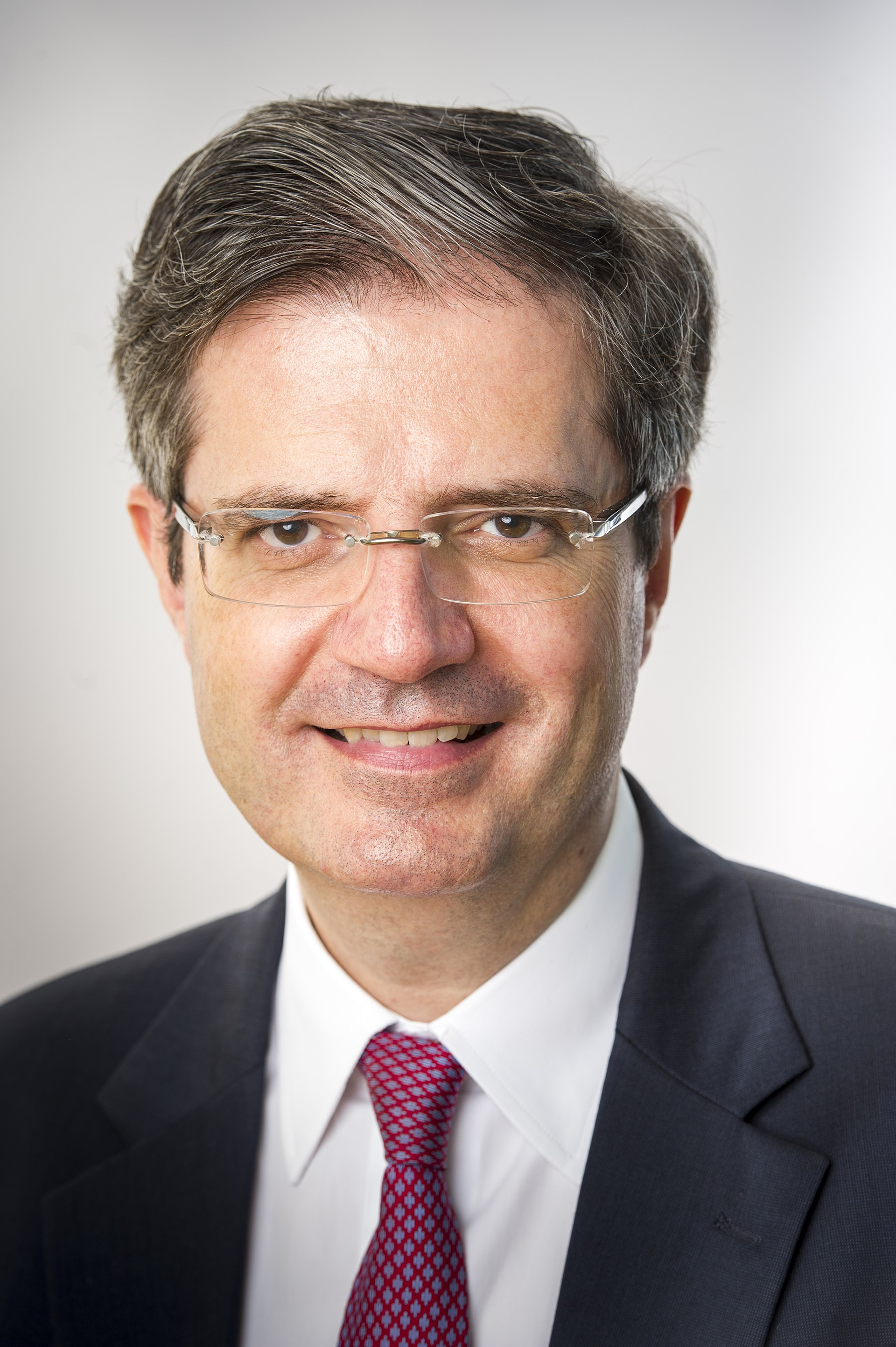
François Delattre (* 1963)

- Delattre, Geneviève (1920–1993), US-amerikanische Romanistin französischer Herkunft
- Delattre, Joseph (1858–1912), Maler
- Delattre, Louis, französischer Turner
- Delattre, Marcel (* 1939), französischer Radrennfahrer
- Delattre, Marie (* 1981), französische Kanutin
- Delattre, Pierre (1903–1969), US-amerikanischer Romanist und Phonetiker französischer Herkunft
- Delattre, Yohann (* 1968), französischer Handballspieler

### Delau
- Delau, Helga (1946–1998), deutsche Politikerin (CDU), MdA
- Delau, Reinhard (* 1940), deutscher Journalist und Schriftsteller
- Delaume, Chloé (* 1973), französische Schriftstellerin
- Delaunay, Catherine (* 1969), französische Jazzmusikerin (Klarinette, Saxophone, Komposition)
- Delaunay, Charles (1911–1988), französischer Musikkritiker
- Delaunay, Charles Eugène (1816–1872), französischer Mathematiker und Astronom
- Delaunay, Henri (1883–1955), französischer Fußballspieler und Generalsekretär der UEFA
- Delaunay, Jules-Élie (1828–1891), französischer Maler
- Delaunay, Louis-Arsène (1826–1903), französischer Schauspieler
- Delaunay, Marcel (1876–1959), französischer Künstler
- Delaunay, Michèle (* 1947), französische Politikerin (PS), Mitglied der Nationalversammlung
- Delaunay, Robert (1885–1941), französischer Maler und gilt als Hauptvertreter des Orphismus
- Delaunay-Terk, Sonia (1885–1979), französische Malerin und Designerin
- Delaune, Auguste (1908–1943), französischer Sportfunktionär und Widerstandskämpfer
- Delaune, Étienne, französischer Medailleur und Kupferstecher
- Delauney, Clémentine (* 1987), französische SopranistinClémentine Delauney (* 1987)

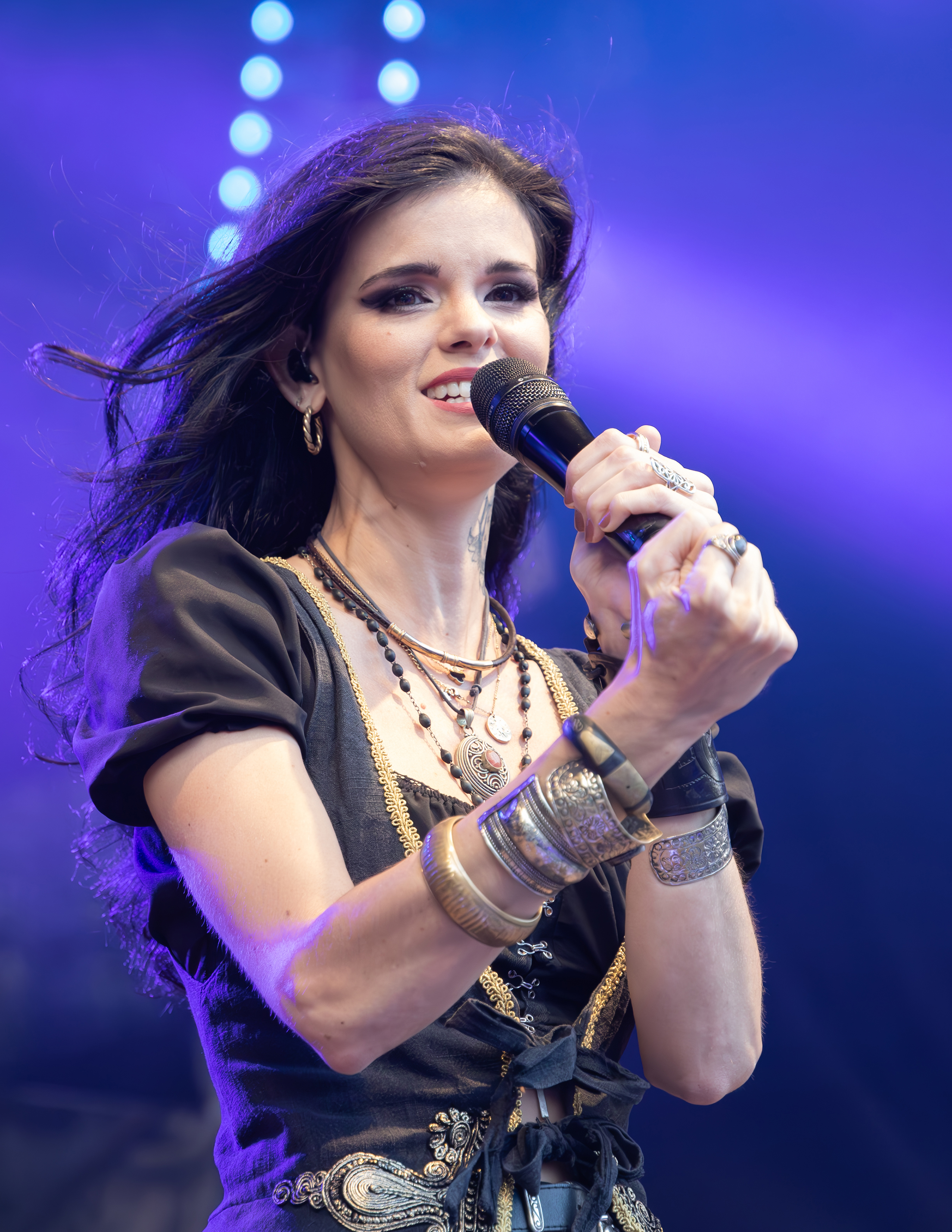
Clémentine Delauney (* 1987)

- Delaunoij, Louis (1879–1947), niederländischer Fechter
- Delaup, Steve (* 1972), französischer Skispringer
- DeLaurentis, Jeffrey, US-amerikanischer Diplomat und derzeitiger Chef der Mission der amerikanischen Botschaft in Havanna
- DeLauro, Rosa (* 1943), US-amerikanische Politikerin der Demokratischen Partei

### Delav
- Delaval, Edward (1729–1814), englischer Chemiker und Experimentalphysiker
- Delavall, Thomas (1620–1682), Bürgermeister von New York City
- Delavan, Pablo, Astronom
- Delavay, Pierre Jean Marie (1834–1895), französischer Missionar, Entdecker und Botaniker
- Delaveau, Patrice (* 1965), französischer Springreiter
- Delaveris, Filip (* 2000), norwegischer Fußballspieler
- Delavigne, Casimir (1793–1843), französischer Dichter
- Delavigne, Germain (1790–1868), französischer Dichter und Librettist
- Delavilla, Franz Karl (1884–1967), österreichisch-deutscher Grafiker, Illustrator, Designer und Kunstprofessor
- Delaville-Leroulx, René (1749–1797), französischer Politiker
- Delavinias, Michalis (1921–2003), griechischer Fußballspieler
- Delavrancea, Barbu Ștefănescu (1858–1918), rumänischer Schriftsteller und Politiker
- Delavrancea, Cella (1887–1991), rumänische Pianistin und Musikpädagogin

### Delay
- Delay, Ben (* 1976), deutscher House-DJ, Produzent, Remixer und Label-Inhaber
- DeLay, Dorothy (1917–2002), US-amerikanische Violinistin und Violinpädagogin
- Delay, Florence (1941–2025), französische Schriftstellerin, Schauspielerin und Hochschullehrerin
- Delay, Jan (* 1976), deutscher Sänger und RapperJan Delay (* 1976)

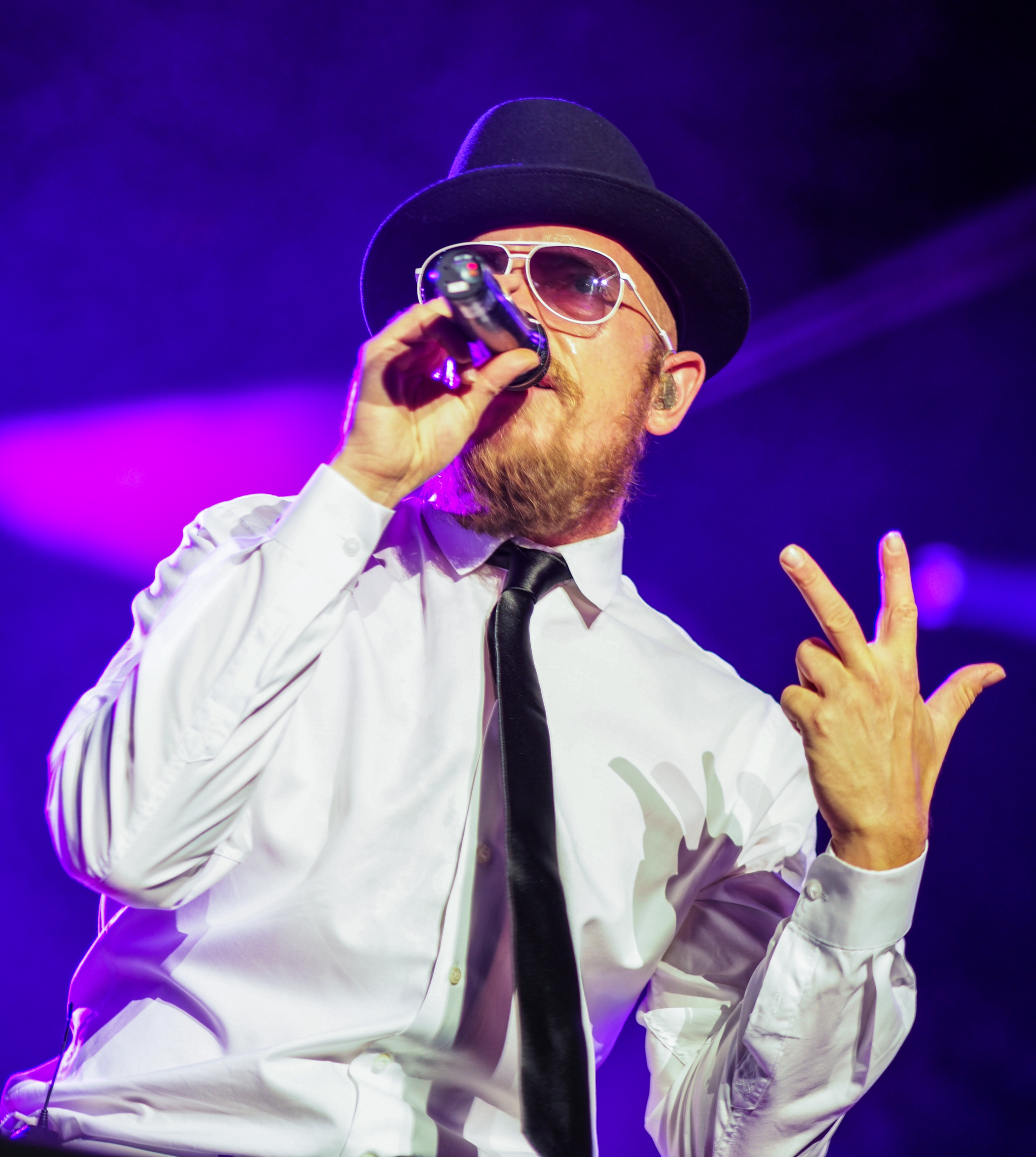
Jan Delay (* 1976)

- Delay, Jean (1879–1966), französischer Erzbischof
- Delay, Jean (1907–1987), französischer Dichterarzt
- Delay, Jeanne (1920–2012), französische Tischtennisspielerin
- deLay, Paul (1952–2007), US-amerikanischer Sänger und Mundharmonikaspieler
- DeLay, Tom (* 1947), US-amerikanischer Politiker
- Delay, Vladislav (* 1976), finnischer Electronica-Musiker
- Delaye, Bruno (* 1952), französischer Diplomat
- Delaye, Raoul (1922–1982), französischer Diplomat
- Delaye, Sacha (* 2002), französischer Fußballspieler
- Delayre, Stany (* 1987), französischer Ruderer

### Delaz
- Delázari, Gentil (1940–2022), brasilianischer Geistlicher und römisch-katholischer Bischof von Sinop
- DeLazy, Toya (* 1990), südafrikanische Sängerin